# Sophie von Waldburg-Syrgenstein
Sophie Gräfin von Waldburg-Syrgenstein, auch von Waldburg-Zeil und Trauchburg, geb. Gräfin von Waldburg-Zeil-Wurzach (* 4. Juni 1857 auf Schloss Reichenburg in der Untersteiermark, heute Grad Rajhenburg, Brestanica bei Krško, Slowenien; † 6. Januar 1924 in Neutrauchburg, heute zu Isny im Allgäu) war eine deutsche Lyrikerin.

## Leben
Sie wurde als Tochter des Fürsten Eberhard II. von Waldburg zu Zeil und Wurzach (1828–1903) geboren (diese Linie des Hauses Waldburg erlosch mit dem Tod des Vaters 1903). Am 16. November 1882 heiratete sie ihren 16 Jahre älteren Vetter, den Forschungsreisenden Karl Graf von Waldburg-Zeil und Trauchburg. Ab 1885 nannte dieser sich mit Genehmigung des Königs von Bayern Graf von Waldburg-Syrgenstein nach Schloss Syrgenstein im Allgäu (heute Gemeindegebiet Heimenkirch), dem Wohnsitz des Ehepaars. Die Ehe blieb kinderlos und endete 1890 durch den Tod des Ehemanns.
1891 heiratete die Witwe den k. und k. diplomatischen Agenten und Generalkonsul in Ägypten Karl von Heidler–Egeregg (* 1848; † 1917), der im Dezember 1891 in den Freiherrenstand erhoben wurde. 1897 gestattete man ihm die Namensvereinigung mit Syrgenstein, worauf er sich Heidler von Egeregg und Syrgenstein nannte. Auch diese Ehe Sophies blieb kinderlos.

## Werk
Unter dem Namen S. Waldburg veröffentlichte sie mehrere Gedichtbände. Ihre Themen sind weitgefächert und reichen von erbaulicher Idyllik bis zu patriotisch-nationalistischen Kampfgesängen. Ihr wohl bekanntestes Gedicht „Wir sind bereit“, das sie 1888 als Reaktion auf eine Bismarck-Rede zur Wehrvorlage schrieb, wurde als „Volkslied für Massenchor“ (1889) von Norbert Hoft vertont.

## Veröffentlichungen
- Die heilige Ottilie, o. O. o. J.
- Daheim und Unterwegs. Gedichte, Bosheuyer, Cannstatt 1888
- Erschautes und Erdachtes. Gedichte von S. Waldburg, Pierson, Dresden 1904 (Digitalisat; das Gedicht „Wir sind bereit“ auf S. 49)
- Letzte Gedichte, Kösel & Pustet, München 1930 – postum veröffentlicht